# Forlaget Arena
Forlaget Arena er et dansk avantgarde-forlag, stiftet i 1953 af K. E. Hermann

## Arena Dottír
Arena Dottír var en underafdeling af Forlaget Arena ca. 2000 – 2006, specialiseret i 'anderledes' bogudgivelser. Oprettet på initiativ af den daværende daglige leder af Arena, multiforfatteren Eli I. Lund.